# Khargone
Khargone (hindi : खरगोन) est une ville indienne située dans le district de Khargone , au sud-ouest de l’État du Madhya Pradesh. En 2011, sa population était de 212 000 habitants.

## Traduction
- (en) Cet article est partiellement ou en totalité issu de l’article de Wikipédia en anglais intitulé « Khargone » (voir la liste des auteurs).